# 6,5-cm-Flak L/35
Die 6,5-cm-Flak L/35 war eine Flugabwehrkanone des Deutschen Kaiserreiches und wurde 1909 das erste Mal vorgestellt.

## Entwicklung
Die Friedrich Krupp AG begann 1908 mit der Entwicklung an einem Geschütz mit dem Kaliber von 6,5 cm, welches als Feld- und Flugabwehrkanone eingesetzt werden sollte. Anfang 1909 wurde ein erstes Geschütz fertiggestellt und der Artillerie-Prüfungs-Kommission (kurz A.P.K.) präsentiert. Die Vorführung fand auf dem Schießplatz in Meppen statt. Im Sommer 1909 wurde das neue Geschütz bei der internationalen Luftfahrtausstellung in Frankfurt am Main ausgestellt.

## Technische Beschreibung

### 6,5-cm-Flak L/35
Um dem neuen Geschütz die Drehung um 360 Winkelgrad zu ermöglichen, hatte Krupp eine neue Art der Lafette entwickelt. Dabei wurde mittig unter dem Geschütz ein Sporn montiert, welcher in den Boden gerammt wurde. Die Achsschenkel der Lafette waren mit Gelenken an der Achse befestigt. Dadurch konnten die Räder von Hand in Richtung der Mündung umgeschwenkt werden. Nach der Verriegelung der Räder konnte die Lafette im Kreis um den mittleren Sporn gedreht werden. Dadurch erreichte man einen Seitenrichtwert von 360 Winkelgrad. Der Richtkanonier bliebt beim seitlichen Richten auf dem Lafettenschwanz sitzen und wurde mit gedreht. Dieser konnte das Geschütz mithilfe eine Handrades langsam drehen. Schnellere Drehungen wurden mit den Lafettenrädern von weiterem Bedienpersonal durchgeführt.
Mit der eingebauten Höhenrichtmaschine war ein Richten von −5 Winkelgrad bis +60 Winkelgrad möglich. Damit das Geschützrohr beim Transport nicht selbstständig auf und ab wippte, wurde es mit einer Zurrvorrichtung arretiert. Über einen Schutz durch ein Schild verfügte das Geschütz nicht. Damit das Geschützrohr nach der Schussabgabe wieder in die Ausgangsposition zurück glitt, wurde eine Federvorholer verbaut. das Geschützrohr selber war ein Vollrohr mit einem Fallbockverschluss. Die Visiereinrichtung bestand aus einem Richtbogenaufsatz mit Richtglas und einem Beobachtungsfernrohr.
Die verwendete Munition bestand aus 4 kg schweren Brandgeschossen. Im hinteren Teil des Geschosses befand sich ein Rauchsatz, welcher mit einem Zeitzünder nach einem bestimmten Teil der Flugbahn entzündet wurde. Aus Löchern im Mantel des Geschossen traten dann die Gase und der Rauch aus, welche zur leichteren Erkennung der Flugbahn dienten. Zeitgleich sollte die beim Einschlag als Volltreffer gelten und die gegnerischen Truppen demoralisieren. Beim Beschuss von Luftschiffen wurde ein spezieller, leicht empfindlicher Aufschlagzünder genutzt. Beim Durchschlag der Hülle löste dieser aus und brachte die Brisanzladung im Geschoss innerhalb des Luftschiffes zur Detonation.

### 6,5-cm-Kw.Flak L/35
Ebenfalls im Jahr 1909 hatte Krupp eine Kraftwagenflak fertiggestellt. Um das Wagengestell beim Feuern zu entlasten, wurde hier ein Rohrvorlauf eingebaut. Dabei wurde das Geschützrohr in der hintersten Stellung arretiert und, kurz bevor der Schuss brach, wieder gelöst. Dadurch fuhr das Geschützrohr nach vorn und nach dem Rückstoß durch den Schuss bereits Energie ab. Zusätzlich wurde damit der Rohrrücklauf verringert und das Wagengestell konnte kleiner gebaut werden. Da ein Federvorholer bei dieser Art der Rückstoßminimierung zu schnell verschleißen würde, wurde ein Luftvorholer eingebaut.

## Einsatz
Die Leistungen des Geschütz waren deutlich besser als die der 5-cm-Flak L/30 auf Kraftwagen M. 1906 von Rheinmetall. Auch hatte sich das Brandgeschoss von Krupp als sehr brauchbar für die Frontlinie und den Kampf gegen Luftfahrzeuge gut bewährt. Ebenfalls wurde die Idee der Rauchbahnbeobachtung von den Kanonieren gut aufgenommen.
Die abschwenkbare Radkonstruktion kam allerdings nicht gut an und hat sich nicht bewährt. Da die Räder schwerfällig waren, war das Drehen des Geschütztes sehr langsam und gegen Luftfahrzeuge nicht geeignet. Bei jedem Richten zur Seite verschwand das schnellere Luftschiff auf dem Richtglas und das Geschütz musste erneut gedreht werden.